# 105 Artemida
105 Artemida (mednarodno ime 105 Artemis, starogrško starogrško Ἄρτεμις: Ártemis) je velik in temen asteroid tipa C v glavnem asteroidnem pasu.

## Odkritje
Asteroid je 16. septembra 1868 odkril James Craig Watson (1838 – 1880).. Poimenovan je po Artemidi, boginji Lune iz grške mitologije.

## Lastnosti
Asteroid Artemida obkroži Sonce v 3,66 letih. Njegova tirnica ima izsrednost 0,176, nagnjena pa je za 21,461° proti ekliptiki. Njegov premer je 119,1 km, okrog svoje osi pa se zavrti v 16,84 urah .
Ker je zelo temen, je verjetno sestavljen iz ogljikovih spojin.

## Okultacije
Opazovali so že več okultacij asteroida z zvezdo.